# Eric Allin Cornell
Eric Allin Cornell (Palo Alto, 19. prosinca 1961.), američki fizičar. Diplomirao (1985.) na Stanfordskom sveučilištu i doktorirao (1990.) na Massachusettskom institutu za tehnologiju (MIT). Profesor je na Sveučilištu Colorado u Denveru (Boulderu) i znanstvenik u Nacionalnom institutu za standarde i tehnologiju (NIST). Kombiniranjem laserske i magnetske tehnike s C. Wiemanom je (1995) uspio rashladiti i dovesti u stanje Bose-Einsteinova kondenzata oko 2 000 rubidijevih atoma. U tom su stanju atomi tako spori da se spajaju i ponašaju kao jedan kvantni entitet koji je znatno veći od bilo kojega pojedinačnog atoma. Za prvo postignuće Bose-Einsteinova kondenzata u razrijeđenim plinovima alkalijskih atoma i za rano temeljno proučavanje svojstava kondenzata s W. Ketterleom i Wiemanom 2001. dobio Nobelovu nagradu za fiziku.

## Bose-Einsteinova kondenzacija
Bose-Einsteinova kondenzacija je pojava svojstvena bozonima, pri kojem se velik broj čestica (atoma) nalazi u istom energetskom stanju ako je temperatura sustava dovoljno mala. Prvi je put Bose-Einsteinova kondenzacija postignuta 1995., u grupi profesora Carla E. Wiemanna i Erica A. Cornella (Sveučilište Colorado u Boulderu, SAD), hlađenjem razrijeđenog plina (pare) rubidijevih atoma do ultraniske temperature (manje od 170 · 10–9 K iznad apsolutne nule) u atomskoj stupici.

### Atomska stupica
Atomska stupica (engl. atomic trap) je uređaj za usporavanje (hlađenje) atoma u malom dijelu prostora radi njihova spektroskopskog proučavanja. Osnovna je tehnika Dopplerovo hlađenje, pri kojem se upotrebljava lasersko svjetlo nešto niže frekvencije od određenog elektronskog prijelaza u atomu. Takvo svjetlo usmjeri se na brze atome u snopu ili pari. Zbog Dopplerova učinka atom vidi fotone kao rezonantne. Fotoni se apsorbiraju i tako pobuđeni atom fluorescira emitirajući foton u nasumičnu smjeru. Tako se prenosi moment količine gibanja s fotona na atom, a to uz lavinu fotona uzrokuje usporavanje atoma. Primjenom laserskoga snopa u svih 6 smjerova zadržavaju se atomi u zadanom prostoru (optička molasa). Ako se primijene dodatna magnetska polja i laser, atomi se mogu ohladiti na nekoliko milijuntinki Kelvina. Sudari tako ohlađenih atoma omogućuju proučavanje raznih kvantnih učinaka. Načela laserskoga zarobljavanja primjenjuju se za proučavanje mikroorganizama koji se drže izolirani, a da im se ne naškodi.